# Тутаево (Татарстан)
Тута́ево (тат. Тутай) — село в Апастовском районе Республики Татарстан, в составе Тутаевского сельского поселения.

## География
Село находится на левом притоке реки Була, в 35 км к западу от районного центра, посёлка городского типа Апастово.

## История
Село известно с 1647–1653 годов.
В XVIII – первой половине XIX веков жители относились к категории государственных крестьян. Основные занятия жителей в этот период – земледелие и скотоводство.
В «Списке населенных мест по сведениям 1859 года», изданном в 1866 году, населённый пункт упомянут как казённая деревня Тутаево Атабаево 2-го стана Тетюшского уезда Казанской губернии. Располагалась при речке Табарке, по правую сторону почтового тракта из Казани в Симбирск, в 70 верстах от уездного города Тетюши и в 5 верстах от становой квартиры во владельческом селе Знаменское (Чипчаги). В деревне в 90 дворах жили 558 человек (282 мужчины и 276 женщин). Была мечеть.
В начале XX века в селе функционировали мечеть, медресе, ветряная мельница, кузница. В этот период земельный надел сельской общины составлял 989 десятин.
До 1920 года село входило в Средне-Балтаевскую волость Тетюшского уезда Казанской губернии. С 1920 года в составе Тетюшского, с 1927 года – Буинского кантонов ТАССР. С 10 августа 1930 года в Апастовском, с 1 февраля 1963 года в Буинском, с 4 марта 1964 года в Апастовском районах.
С 1931 года село входило в сельхозартель «Кызыл куль».

## Население
| 1782 | 1859 | 1897 | 1908 | 1920 | 1926 | 1938 | 1949 | 1958 | 1970 | 1979 | 1989 | 2002 | 2010 | 2015 |
| ---- | ---- | ---- | ---- | ---- | ---- | ---- | ---- | ---- | ---- | ---- | ---- | ---- | ---- | ---- |
| 77   | 558  | 674  | 816  | 905  | 830  | 613  | 520  | 518  | 584  | 405  | 272  | 278  | 264  | 216  |

Национальный состав села: татары.

## Известные уроженцы
Садык Мухаметзянович Ахтямов (1877–1926) – политический деятель (в 1976 году в центре села ему установлен памятник).
 Сафиулла Салимуллович Губайдуллин (1929–2010) – машинист крана, Герой Социалистического Труда.

## Экономика
Жители работают преимущественно в сельскохозяйственное предприятие «Алга», занимаются полеводством, молочным скотоводством.

## Объекты образования, культуры и медицины
В селе действуют детский сад, дом культуры, библиотека, фельдшерско-акушерский пункт.
С 1992 года функционирует музей композитора, певицы, актрисы, лауреата Государственной премии ТАССР имени Г.Тукая Сары Садыковой (с 2006 года в отдельном здании, 1397 единиц хранения). С 1996 года при музее работает Фонд С.Г.Садыковой. Тутаево – родина матери композитора – Бибигайши.
В 2 км к юго-востоку от села находится обустроенный родник «Источник святых».

## Религиозные объекты
Мечеть (1991 год).